# 주도윤
주도윤(朱燾允, 1922년 12월 28일 ~ 2017년 8월 16일)은 대한민국의 정치인이다. 제5대 국회의원을 지냈다.

## 학력
- 일본 주오 대학교 법과 졸업(1945년)
- 대한민국 국방대학교 행정학사 1기(1956년)

## 경력
- 변호사시험, 사법관시험 실무고시 합격
- 광주,목포,부산,서울 지검검사
- 감찰위 감찰국장
- 민중당 중앙선거대책위장
- 신민당 인권보호위장, 정무위원
- 통일당 인권보호위원
- 통일당 당기위장
- 민주회복국민회의 서울시대표위원
- 대한변호인권보호위장
- 대한변호사 헌법개정 수부위장
- 민권당 인권보호위장, 법사위장, 당헌수사위원
- 서울통합변호사협회 상임위원
- 대한변호사협회 총회 의장

## 역대 선거 결과
|  | 11.52% |

|  | 25.44% |

|  | 26.17% |

|  | 45.61% |

## 참고 문헌
- 주도윤 - 대한민국헌정회